# Absolutes Recht
Absolute Rechte verschaffen dem Berechtigten ein ausschließliches, rechtlich geschütztes Herrschaftsrecht über eine bestimmte Rechtsposition, die von jedermann zu respektieren ist. Das Absolutheitsprinzip gehört zu den beherrschenden Prinzipien des Sachenrechts. Absolute Rechte wirken gegen alle (lateinisch inter omnes, auch erga omnes) und bilden damit das Gegenstück zu relativen Rechten, welche grundsätzlich nur zwischen den beteiligten Personen wirken (lateinisch inter partes).

## Zivilrecht
Kennzeichen eines absoluten Rechts ist, dass der Rechtsinhaber andere von der Benutzung ausschließen (Ausschlussfunktion = negativer Anwendungsbereich) und das Recht alleine nutzen kann (Nutzungsfunktion = positiver Anwendungsbereich). Die absoluten Rechte lassen sich in Persönlichkeitsrechte, dingliche Rechte und Immaterialgüterrechte (quasi-dingliche Rechte) unterteilen. Das Recht am eingerichteten und ausgeübten Gewerbebetrieb ist – mit Einschränkungen – ebenfalls ein absolutes Recht. Ob auch die Ehe ein absolutes Recht darstellt, ist umstritten.
Wegen ihrer Geltung gegenüber jedermann müssen diese Rechte auch für jedermann erkennbar und bestimmbar sein. Es gilt deshalb ein Typenzwang (Numerus clausus) und das Publizitätsprinzip. Der Erkennbarkeit (Publizität) dient z. B. die Eintragung in das Grundbuch oder in ein Register (Patent, Marke). Beim Eigentum kann das absolute Recht u. U. am Besitz erkennbar sein (Eigentumsvermutung, § 1006 BGB). Im Urheberrecht wird das absolute Recht durch das wahrnehmbare vom Urheber geschaffene Werk selbst erkennbar.
Absolute Rechte sind gegenüber jedermann geschützt. Zum Schutz gegen rechtswidrige Eingriffe bestehen Abwehr- und Ersatzansprüche. Dazu gehören Beseitigungs- und Unterlassungsansprüche, Schadensersatzansprüche und Bereicherungsansprüche aus Eingriffskondiktion.
Absolute Rechte unterliegen nicht der Verjährung.

## Völkerrecht
Nur das zwingende universelle Völkerrecht (ius cogens) wie der Kern der Menschenrechte (Verbot des Völkermordes, Sklavenhandelsverbot, Piraterieverbot), das Gewaltverbot und das Verbot des Angriffskrieges entfalten absolute Wirkung (erga omnes). Diese Regeln sind nicht abdingbar und müssen deshalb auch ohne vertragliche Bindung im Einzelfall von jedem Völkerrechtssubjekt beachtet werden.